# Comissão de Anistia

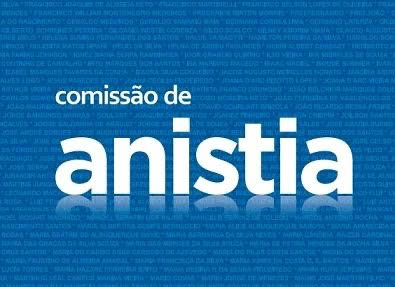
Marca fantasia da Comissão de Anistia no ano de 2010 com fundo com o nome de anistiados políticos brasileiros.

A Comissão de Anistia é o órgão do Estado brasileiro responsável pelas políticas de reparação e memória para as vítimas de violações aos direitos humanos ocorridas entre 18 de setembro de 1946 e 5 de outubro de 1988, período que inclui a ditadura militar. Foi criada para a promoção dos direitos de ex-presos e perseguidos políticos, além da reparação moral e econômica dos anistiados e suas famílias, no caso de familiares mortos e desaparecidos.
O programa de reparações brasileiro é um dos maiores programas de justiça de transição do mundo. Em 2014, estimava-se que mais de 3,4 bilhões de reais já haviam sido concedidos a título de reparação pelas violações de direitos cometidas pelo Estado brasileiro.
Desde janeiro de 2025 é presidida pela procuradora federal aposentada Ana Maria de Oliveira, que também é a decana do Conselho, tendo sido originalmente nomeada para compor o colegiado no ano de 2002.

## História
A comissão foi criada no âmbito do Ministério da Justiça em 28 de agosto de 2001 através da Medida Provisória n.º 2.151 assinada pelo então presidente Fernando Henrique Cardoso. A medida provisória foi posteriormente convertida na Lei nº 10.559, de 13 de novembro de 2002. Em seus primeiros anos de atuação a Comissão foi fortemente criticada pelos altos valores pagos em indenizações, especialmente para as vítimas da ditadura militar, levando o jornalista Élio Gaspari a cunhar a depreciativa expressão "bolsa ditadura" para se referir a anistia aos perseguidos políticos.

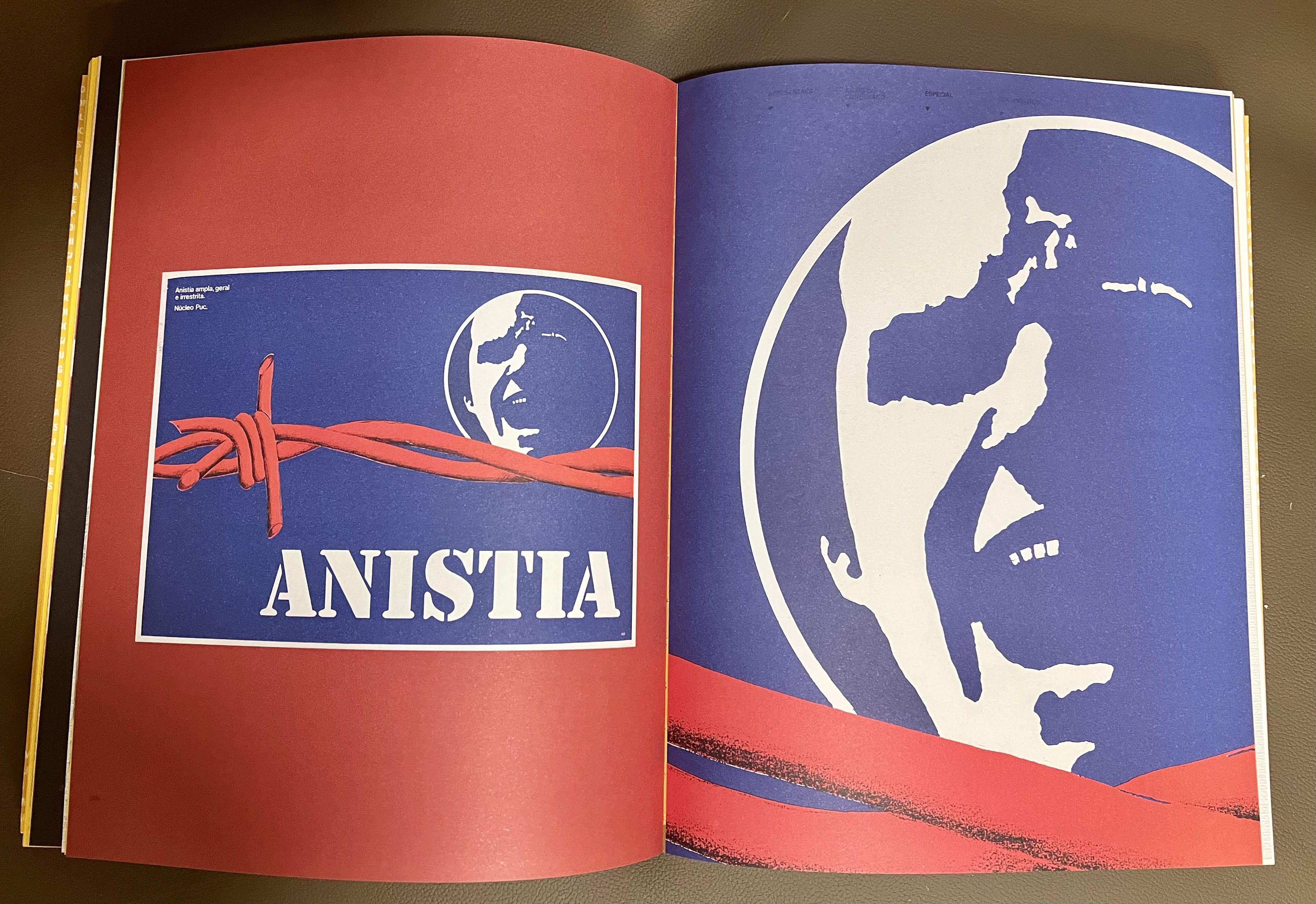
Cartaz da campanha pela anistia no final da década de 1970 (do acervo da UNESP) reproduzido na seção especial da Revista Anistia Política e Justiça de Transição n.º 05.

No ano de 2007, durante o segundo governo Lula, o ministro da Justiça Tarso Genro anunciou um ambicioso programa para acelerar os julgamentos no colegiado e, ao mesmo tempo, aplicar critério de mercado para o cálculo das reparações, diminuindo assimetrias e a existência de indenizações milionárias.
Durante o governo do ex-presidente Jair Bolsonaro o colegiado foi transferido para o Ministério dos Direitos Humanos, onde funciona atualmente. A transferência foi acompanhada de uma promessa de "maior rigor" na concessão de benefícios, apesar de nenhum desvio ter sido constatado. Durante a gestão de Damares Alves o trabalho da Comissão teve seu ritmo fortemente reduzido, foi promovido um desmonte da estrutura administrativa e funcional do órgão e 85% dos pedidos foram indeferidos, sob fortes protestos de organizações da sociedade civil.
Em 2023, uma nova composição da Comissão foi nomeada pelo ministro Silvio de Almeida, reconduzindo antigos conselheiros afastados nas gestões Temer e Bolsonaro e nomeando novos membros ligados a movimentos sociais que tradicionalmente não compunham o colegiado, como os indígenas. Como uma de suas primeiras medidas a nova gestão anunciou a revisão de 4.000 casos indeferidos durante a gestão Bolsonaro, mas os trabalhos do órgão seguem limitados devido a falta de equipe e pessoal.

## Reparação econômica
A Lei nº 10.559 organizou um conjunto de normativas esparsas e reuniu o trabalho anterior de diversas comissões de anistia de órgãos públicos de implementavam diretamente o comando de anistia previsto no Ato das Disposições Constitucionais Transitórias. Essas comissões tinham originalmente um caráter laboral, voltado a compensação da perda de empregos notadamente na administração pública. A nova lei manteve o critério laboral, expandindo-o para cobrir um conjunto de situações mais complexas mantendo critérios objetivos que previnam o dilema de arbitrar o sofrimentosubjetivo de cada vítima.
Estão previstas duas formas de reparação econômica para os perseguidos políticos anistiados:
Prestação mensal, permanente e continuada: para aqueles anistiados que tiveram seu vínculo laboral interrompido em razão da perseguição. A prestação é paga mensalmente e são devidos valores retroativos à 5 de outubro de 1988, limitados pela prescrição quinquenal.
Prestação única: para aqueles anistiados políticos que não puderem comprovar a perda de vínculos laborais. Nessa modalidade a indenização está limita a R$ 100.000 (cem mil reais).

## Reparações simbólicas coletivas
A partir de uma mudança no regimento interno da Comissão no ano de 2023, o órgão passou a processar casos coletivos de anistia com o objetivo de pedir desculpas a grupos e populações perseguidos e oferecer recomendações de reparação integral sem que haja concessão de reparação econômica.
O primeiro processo coletivo julgado foi o do povo indígena Krenak, de Minas Gerais, que foi alvo de deslocamentos forçados, prisões, torturas e maus tratos durante a ditadura militar. O processo foi votado em 02 de abril de 2024 em uma sessão solene em Brasília. Posteriormente a Comissão de Anistia também reconheceu a perseguição aos indígenas Kaiowá.
Em 25 de julho de 2024 a Comissão aprovou um pedido de anistia coletiva à comunidade japonesa pelas perseguições sofridas após a Segunda Guerra Mundial.

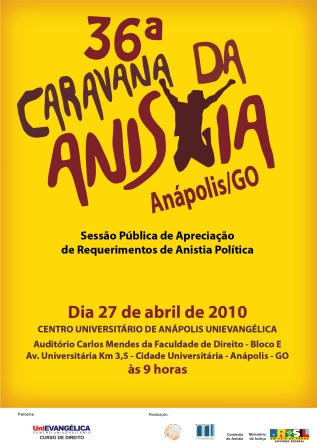
Divulgação da 36º Caravana da Anistia em Anápolis-GO, 27 de abril de 2010.

## Caravanas da Anistia
Entre os anos de 2007 e 2016 a Comissão de Anistia estabeleceu um projeto de julgamentos itinerantes chamado de "Caravanas da Anistia" que levaram os trabalhos administrativos do órgão em Brasília para os locais aonde ocorreram as violações, centros culturais e instituições de ensino. Foram realizadas mais de 90 sessões itinerantes em todas as regiões do Brasil.
As Caravanas analisaram casos célebres e anónimos. Em 2008 pela primeira vez um ex-presidente da República recebeu anistia pela Comissão: João Goulart, durante a Caravana da Anistia de Natal, durante o Congresso Nacional da OAB. Outras sessões especiais incluíram casos de camponeses vitimados durante a Guerrilha do Araguaia, estudantes presos durante o Congresso da União Nacional dos Estudantes em Ibiúna, de 1968 e jornalistas mortos durante a ditadura.
As Caravanas receberam grande cobertura da imprensa nacional e internacional, contribuindo para a difusão da memória política do país e com o processo de reparação simbólica das vítimas. O projeto também foi objeto de estudo em programas de pós-graduação e artigos científicos.
Entre 2008 e 2014, as organizações parceiras que sediavam as Caravanas da Anistia entregavam suas bandeiras que foram gradualmente sendo fundidas por meio de costura constituindo a "Bandeira das Liberdades Democráticas", simbolizando a luta pela anistia e pelos direitos humanos no Brasil. A peça circulou por todas as regiões do Brasil até ser extraviada pelos Correios em 2014.

## Revista Anistia Política e Justiça de Transição

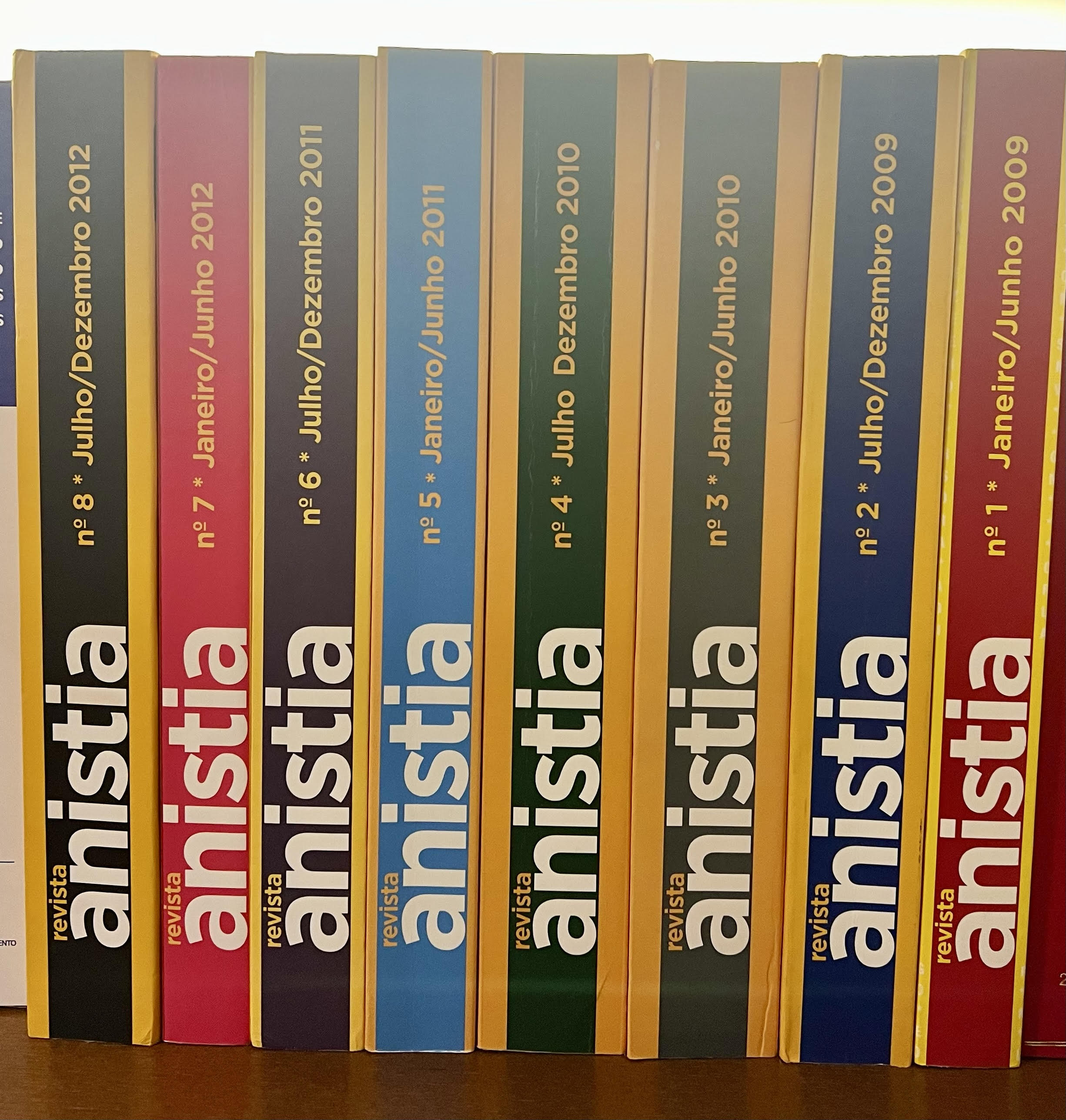
Coleção com os oito primeiros volumes da Revista Anistia (ISSN 2175-5329).

Entre 2009 e 2013 a Comissão de Anistia editou um periódico científico internacional chamado Revista Anistia Política e Justiça de Transição (ISSN 2175-5329) O primeiro volume foi lançado em agosto de 2009 em evento no Arquivo Nacional, no Rio de Janeiro, seguido de outros lançamentos em capitais brasileiras. Ao longo de 10 edições a Revista publicou centenas de artigos inéditos e traduções exclusivas ao português, entrevistas exclusivas com acadêmicos e autoridades públicas, documentos de referência tais como sentença judiciais e relatórios dos comitês especializados das Nações Unidas e uma série de reportagens especiais sobre projetos de memória como as Caravanas da Anistia.
Os número 9 e 10 foram publicados apenas em meio digital. A última edição da Revista, referente ao segundo semestre de 2013, publicou um dossiê sobre a cooperação econômica com a ditadura militar brasileira organizado pelo editor-chefe da publicação, Marcelo Torelly, e pelo acadêmico argentino e especialista independente da ONU para dívida externa e direitos humanos, Juan Pablo Bohoslavsky.
Analisando a produção intelectual no campo da justiça de transição no Brasil para a Revista Brasileira de Informação Bibliográfica em Ciências Sociais, Carlos Artur Gallo e Christian Jecov Schallenmüller concluíram que "a Revista Anistia Política e Justiça de Transição, embora não tenha sido indexada e apesar de ter sido descontinuada a partir do governo Temer, foi muito influente na comunidade acadêmica do Brasil. Com o tempo, tornou-se incontornável aos pesquisadores da área citarem os artigos publicados na revista, que muitas vezes eram resultado dos vários seminários, congressos e outros eventos científicos que a Comissão de Anistia organizava em colaboração com entidades nacionais e estrangeiras".
Durante o governo Jair Bolsonaro as edições digitais da Revista foram removidas do site do Ministério da Justiça e cópias físicas foram descartadas. Atualmente alguns volumes estão disponíveis em sites do governo ou em sites acadêmicos. A reserva legal da Revista foi feita no Brasil na Biblioteca do Senado, e a reserva internacional na Biblioteca Bodleiana da Universidade de Oxford, no Reino Unido. Cópias estão disponíveis em outras bibliotecas públicas, especialmente das universidades federais. Em julho de 2024 o catálogo online WorldCat indicava a disponibilidade da coleção da revista em 29 bibliotecas na Alemanha, Estados Unidos, Espanha, França e Inglaterra.

## Responsabilização dos crimes da ditadura

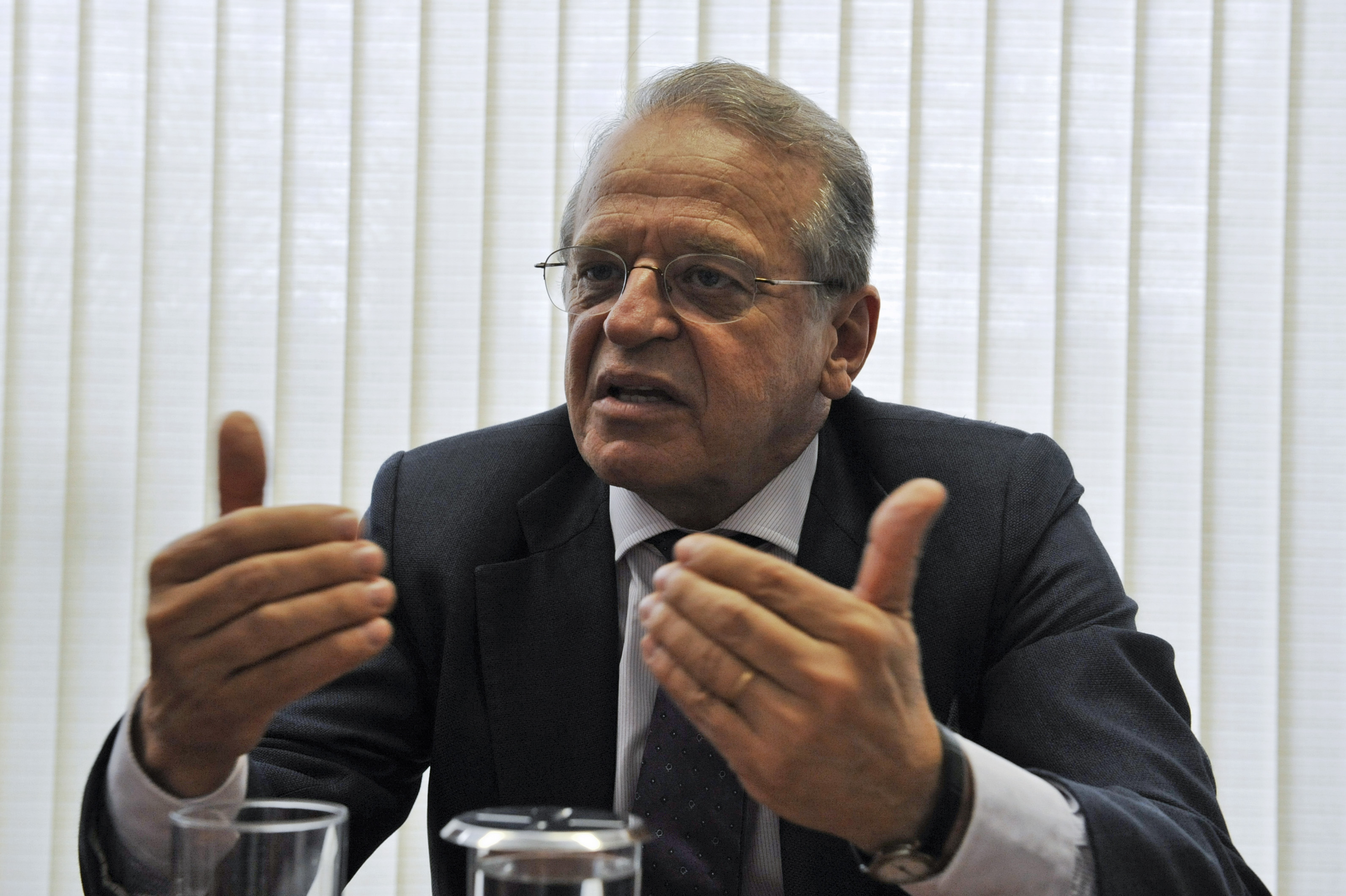
Ex-ministro da Justiça Tarso Genro defende a responsabilização dos agentes públicos que cometeram crimes contra os direitos humanos durante a ditadura militar (2008).

Em 31 de julho de 2008 a Comissão de Anistia realizou a audiência pública "Limites e Possibilidades para a Responsabilização Jurídica dos Agentes Violadores de Direitos Humanos durante Estado de Exceção no Brasil" no Salão Negro do Ministério da Justiça, em Brasília. Foi a primeira vez que uma atividade oficial do Estado brasileiro discutiu abertamente a reinterpretação da lei de anistia de 1979 para que fossem punidas as graves violações contra os direitos humanos praticadas pela ditadura militar.
A atividade gerou amplo debate nacional, com os então ministros da Justiça, Tarso Genro, e dos Direitos Humanos, Paulo Vannuchi, defendo a possibilidade jurídica do processamento dos crimes da ditadura e o então ministro da Defesa, Nelson Jobim, defendendo o perdão aos criminosos de estado.
No dia 21 de outubro de 2008 a Ordem dos Advogados do Brasil ajuizou a Ação de Descumprimento de Preceito Fundamental nº 153 (ADPF 153) junto ao Supremo Tribunal Federal requerendo à Corte uma interpretação da Lei de Anistia de 1979 conforme a Constituição de 1988. Excluindo, portanto, as graves violações contra os direitos humanos e crimes como tortura e estupro de pessoas em custodia do Estado. A ação foi patrocinada pelo então presidente da OAB, Cezar Britto, e assinada pelo professor da Faculdade de Direito da Universidade de São Paulo e defensor histório dos Direitos Humanos, o advogado Fábio Konder Comparato.
A controvérsia entorno do tema se manteve por diversos meses. Em fevereiro de 2009 a Advocacia Geral da União (AGU), em nome do governo do presidente Luiz Inácio Lula da Silva, se manifestou na ação movida pela OAB junto ao STF se posicionando de maneira contrária a revisão da lei de anistia de 1979.
Em abril de 2010, sob relatoria do ministro Eros Roberto Grau, o STF decidiu por sete votos a dois pela manutenção da lei de anistia, afastando a aplicação do direito internacional dos direitos humanos no caso concreto. Segundo a imprensa à época, a decisão do STF trouxe "alívio" aos militares.
A controvérsia sobre a responsabilização dos crimes de estado teve novo capítulo em novembro de 2010 quando a Corte Interamericana de Direitos Humanos julgou o caso Gomes Lund e outros ("Guerrilha do Araguaia") versus Brasil e condenou o estado brasileiro, declarando nula a lei de anistia de 1979.
A decisão do tribunal internacional aumentou a pressão sobre as autoridades brasileiras, porém estudos independentes no marco dos 5 e 10 anos de promulgação da sentença apontam que o país segue sem cumprir dispositivos fundamentais da decisão, especialmente no tocante a luta contra a impunidade.
A OAB protocolou recurso contra a decisão do STF no caso da ADPF 153, reforçado após a decisão da Corte Intermaericana, porém há mais de uma década o caso encontra-se parado, pendente de julgamento.

## Cultura e sociedade

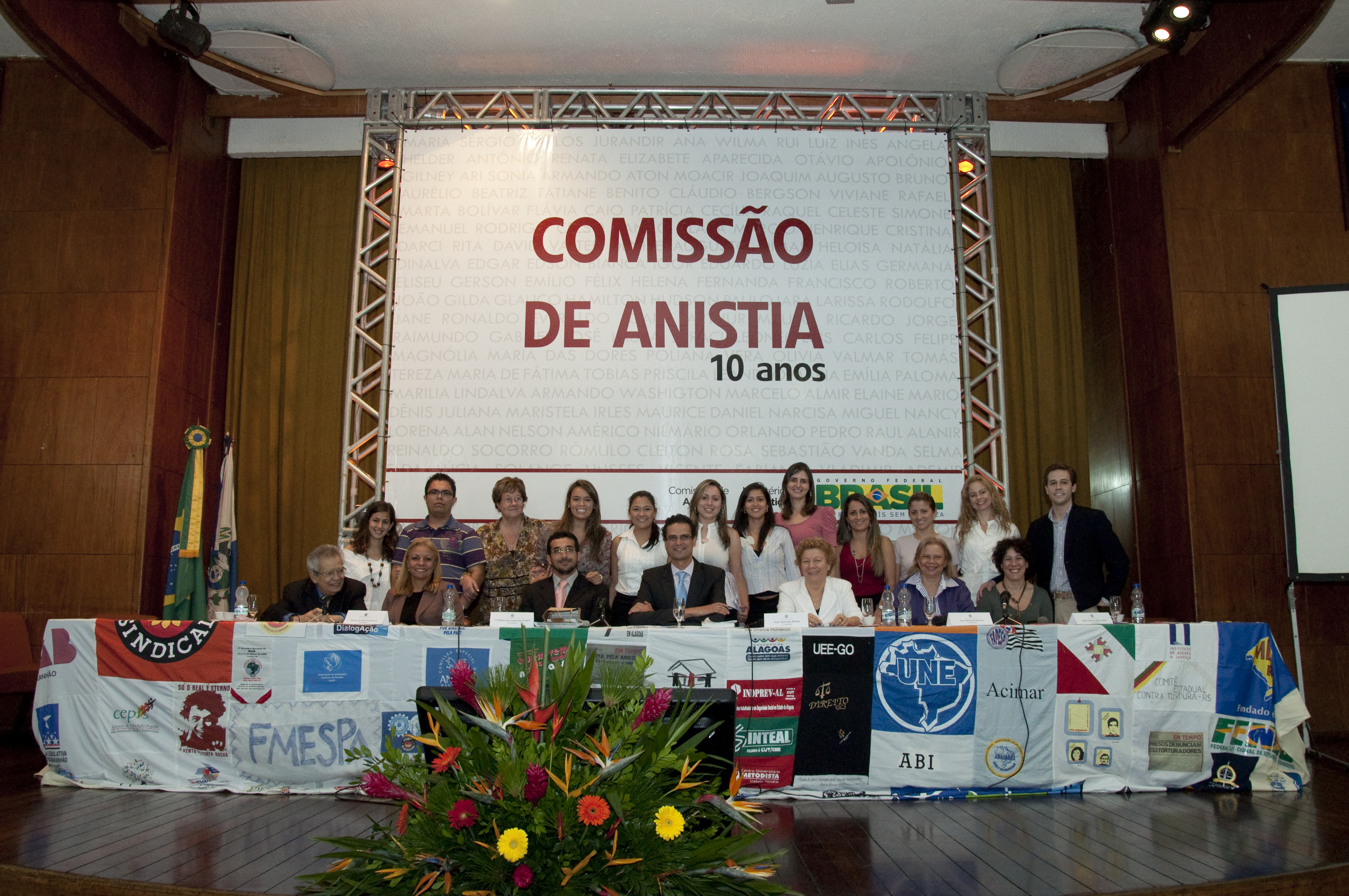
Evento comemorativo anos 10 anos da Comissão de Anistia na Associação Brasileira de Imprensa (ABI), Rio de Janeiro, 2012

Ao longo dos anos o trabalho da Comissão de Anistia apareceu ou foi retratado em peças culturais.

### Documentários
Jessie e Colombo (2023): série documental da GloboPlay sobre a história de amor entre um casal de militantes políticos apresenta o momento em que a Comissão de Anistia pede perdão em nome do Estado brasileiro aos perseguidos pelas violências praticadas.
Um golpe, 50 olhares (2015): produzido pela ONG Criar Brasil, apresenta 50 perspectivas de pessoas que viveram o golpe ou, nascidas na democracia, experimentam sua herança.
Repare Bem (2013): documentário da portuguesa Maria de Medeiros, conta a história da militante política Denise Crispim, companheiro de Eduardo Leite (o "Bacuri"), morto pela ditadura. O documentário remonta os quarenta anos de militância, fuga, exílio e reconciliação com o pedido oficial de desculpas pela Comissão de Anistia.
Eu me lembro (2012): documentário sobre os cinco anos das Caravanas da Anistia dirigido por Luiz Fernando Lobo. O filme reconstrói a luta dos perseguidos por reparação, memória, verdade e justiça, com imagens de arquivo e entrevistas.
Vou contar para os meus filhos (2011): dirigido pela jornalista, fotógrafa e cineasta Tuca Siqueira, o filme mostra o reencontro de ex-presas políticas, quarenta anos depois, suas emoções, lembranças e perspectivas para o futuro.

### Teatro
A filha da Anistia (2011): a peça conta a história de uma jovem que parte em busca do pai que nunca conhecera e acaba descobrindo um passado de mentiras e omissões, forjado durante os anos de chumbo no Brasil.

## Gestão Damares Alves, cancelamento de políticas e planos de reconstrução
No governo do ex-presidente Jair Bolsonaro a Comissão de Anistia foi transferida do Ministério da Justiça para o Ministério dos Direitos Humanos. A gestão de Damares Alves a frente do Ministério dos Direitos Humanos (2019-2022) foi marcada pela ampliação das tensões com as organizações de anistiados herdade do governo de Michel Temer, agravada com declarações públicas dos membros do órgão classificando os anistiados políticos como "terroristas". O ministério chegou a anunciar a intenção de encerrar os trabalho da Comissão até o ano de 2022, após alterar critérios de julgamento e passar a indeferir 90% dos casos apreciados.

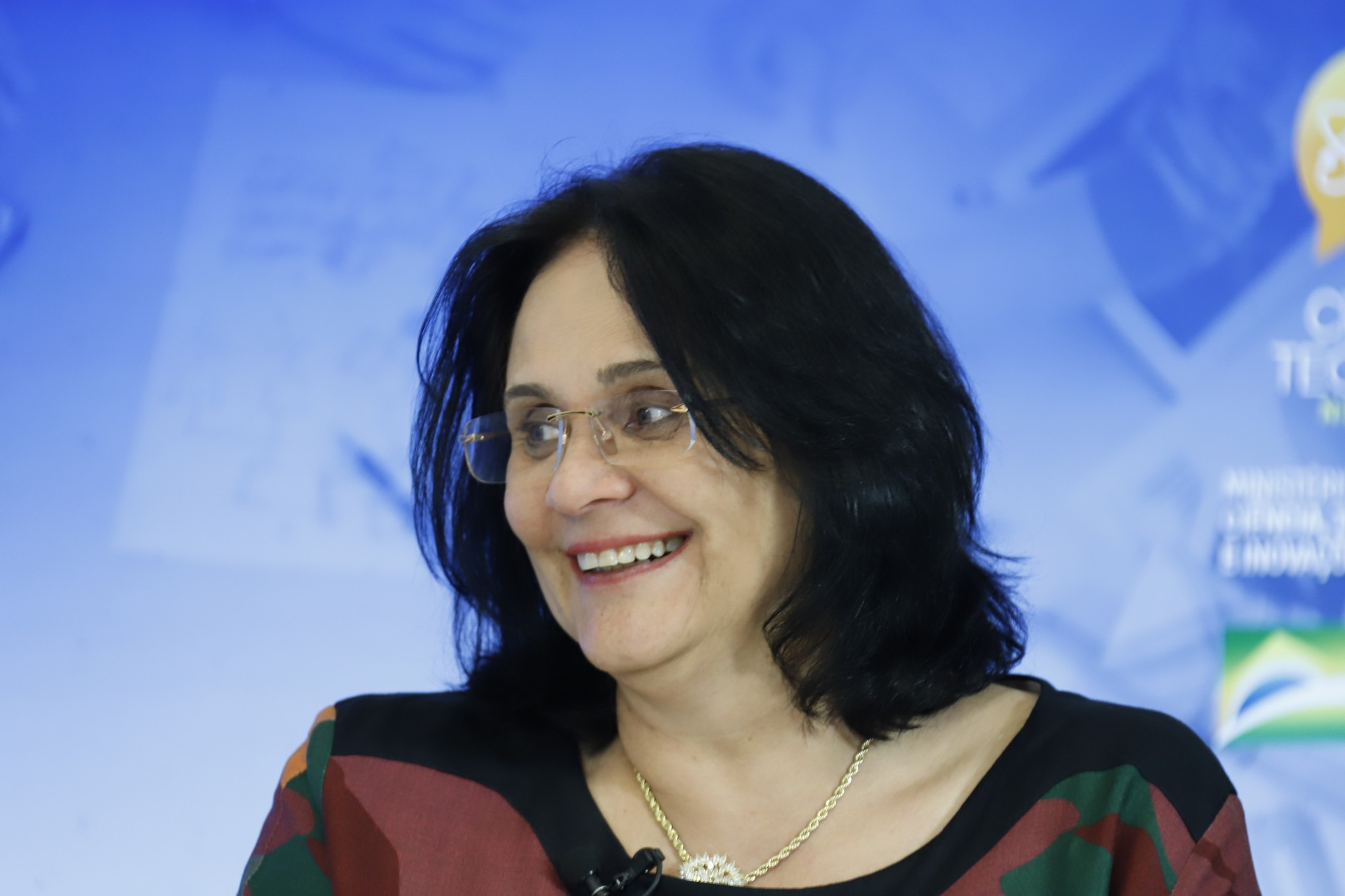
Ex-ministra dos Direitos Humanos, Damares Alves defende "novos critérios" para o trabalho da Comissão de Anistia. 90% dos pedidos foram indeferidos durante sua gestão (2021).

Em 2022 o governo federal descartou 17.000 itens do acervo educativo da Comissão de Anistia. A então ministra dos Direitos Humanos, Damares Alves, a quem a Comissão respondia, questionou a existência dos chamados "anos de chumbo" e alegou razões logísticas para o descarte dos materiais que incluíam centenas de cópias da publicação científica Revista Anistia Política e Justiça de Transição (ISBN 2175-5329), cópias do livro "Paulo Freire: anistiado político brasileiro", 500 cópias digitais do relatório da Comissão Nacional da Verdade, entre outros materiais educativos produzidos pelo órgão ao longo dos anos.

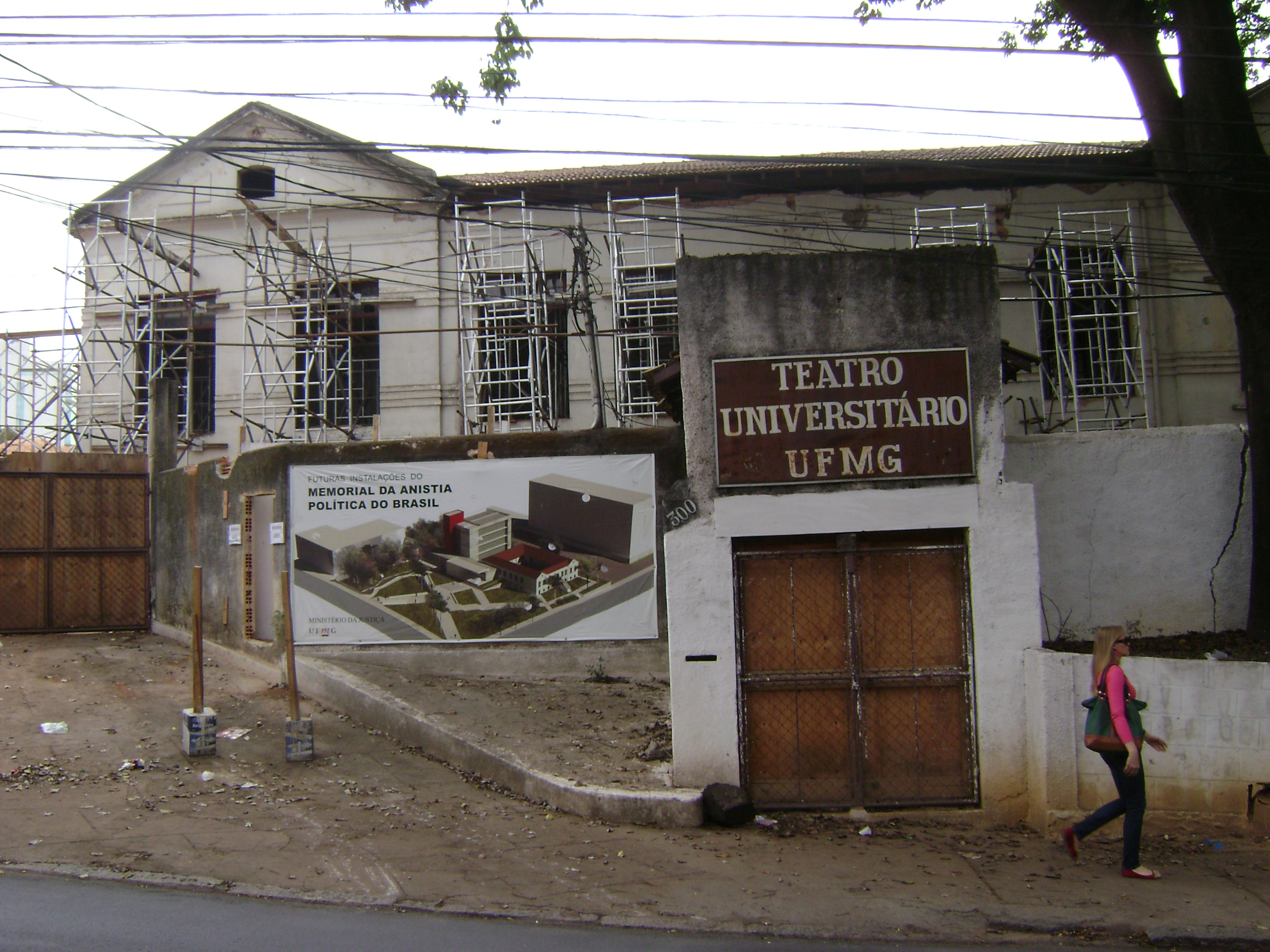
Obras abandonadas do Memorial da Anistia no antigo "Coleginho" da Faculdade de Filosofia e Ciências Humanas da UFMG, na região central de Belo Horizonte (2022).

Em agosto de 2019, o Ministério dos Direitos Humanos anunciou o cancelamento do projeto do Memorial da Anistia Política no Brasil, em construção em Belo Horizonte. Estima-se que até o cancelamento as obras do Memorial tenham custado aproximadamente R$ 28 milhões. Após investigações internas e do Ministério Público Federal não foi identificado nenhum indício de irregularidades no projeto.
Na gestão do presidente Luiz Inácio Lula da Silva foi anunciada uma ampla revisão dos atos praticados na gestão anterior. A Comissão estabeleceu a meta de julgar 7.000 casos entre 2024 e 2026, mas a persistência de limitações financeiras e de pessoal persistem. A proibição por parte da Presidência da República de serem realizados atos alusivos aos 60 anos do golpe militar de 1964 ampliou tensões entre o governo e as associações de anistiados, e levou a presidência da Comissão a questionar abertamente a orientação política dada pelo governo.

## Casos notórios
Aldo Arantes: o ex-presidente da União Nacional dos Estudantes teve sua anistia declarada em julho de 2007.
Carlos Heitor Cony: o jornalista foi anistiado em 21 de junho de 2004.

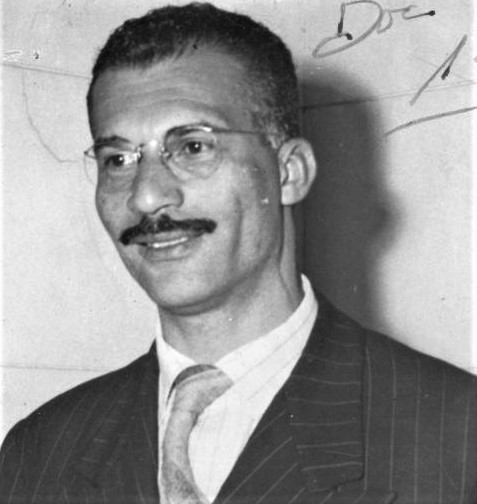
Carlos Mariguella, líder da ALN (cerca de 1946).

Carlos Marighella: o líder da organização de luta armada contra a ditadura militar Ação Libertadora Nacional (ALN), assassinado em 1969, foi anistiado em dezembro de 2011. A família não solicitou reparação econômica.
Carlos Lamarca: o ex-capitão do exercito teve o pedido de anistia formulado por sua viúva aprovado por unanimidade em 13 de junho de 2007.
Chico Mendes: o líderes seringueiro, assassinado em 1988, foi declarado anistiado político em uma sessão especial da Comissão de Anistia em Rio Branco em dezembro de 2008.
Clara Charf: a ex-companheira de Carlos Marighella exilou-se em Cuba após seu assassinato e foi anistiada em dezembro de 2010.
Denize Peres Crispim: a viúva de Eduardo Collen Leite (conhecido por "Bacuri") teve seu pedido de anistia aprovado em 2009. O caso Cohen Leite versus Brasil foi apresentado à Corte Interamericana de Direitos Humanos em maio de 2022 e aguarda julgamento.
Dilma Roussef: a ex-presidente teve seu pedido de anistia negado por unanimidade pela Comissão de Anistia durante a gestão de Jair Bolsonaro. A decisão foi revertida pelo Tribunal Regional Federal da 1ª Região em fevereiro de 2023.

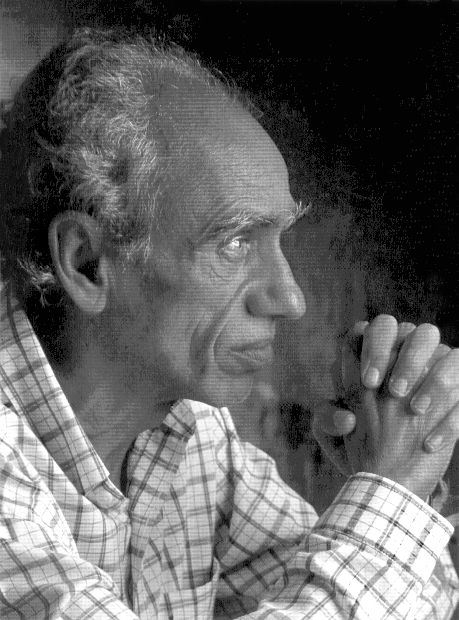
Herbert José de Souza "Betinho", anistiado em 2010.

Herbert José de Souza "Betinho": o sociólogo e ativista fundador da Ação da Cidadania contra a Fome, a Miséria e pela Vida, morto em 1997, teve sua anistia póstuma concedida à sua família em agosto de 2010, durante uma sessão especial de homenagem na Câmara dos Deputados.
João Goulart: o ex-presidente do Brasil derrubado pela ditadura militar foi anistiado em um sessão solene da Comissão de Anistia no dia 15 de novembro de 2008, em Natal, durante o Congresso Nacional da Ordem dos Advogados do Brasil.
José Anselmo dos Santos "Cabo Anselmo": considerado um agente duplo, responsável pela morte da militante paraguaia Soledad Barrett, que estava grávida de um filho seu quando foi morta, teve seu pedido de anistia negado por unanimidade em outubro de 2011.
Mário Covas: o ex-governador de São Paulo foi homenageado durante a 33ª Caravana da Anistia, em São Paulo, em fevereiro de 2010, tendo reconhecida a sua condição de anistiado político. A reparação económica foi paga a sua viúva, Florinda Gomes Covas.
Leonel Brizola: o ex-governador dos estados do Rio Grande do Sul e do Rio de Janeiro teve seu pedido póstumo de anistia aprovado em outubro de 2008.
Luiz Carlos Prestes: o líder comunista foi anistia em 2005 e Luiz Carlos Prestes Filho em 2010.
Miguel Arraes de Alencar: o ex-governador de Pernambuco foi declarado anistiado político brasileiro em um sessão solene no Palácio do Campo das Princesas em 1º de abril de 2009.
Nancy Mangabeira Unger: a professora e filósofa brasileira que lutou contra a luta armada e teve um dedo decepado foi anistiada durante uma sessão especial dedicada ao dia das mulheres em março de 2008.
Paulo Freire: o educador teve sua anistia póstuma aprovada em novembro de 2009, quando o estado brasileiro pediu desculpas a sua viúva.
Rui Moreira Lima: o herói brasileiro que realizou 94 missões como piloto em um caça P-47 durante a 2 Guerra Mundial foi aprovada em 2005.
Suzana Lisboa: a viúva do desaparecido político Luiz Eurico Tejera Lisboa e militante histórica da luta pelos direitos humanos foi anistiada no ano de 2008.

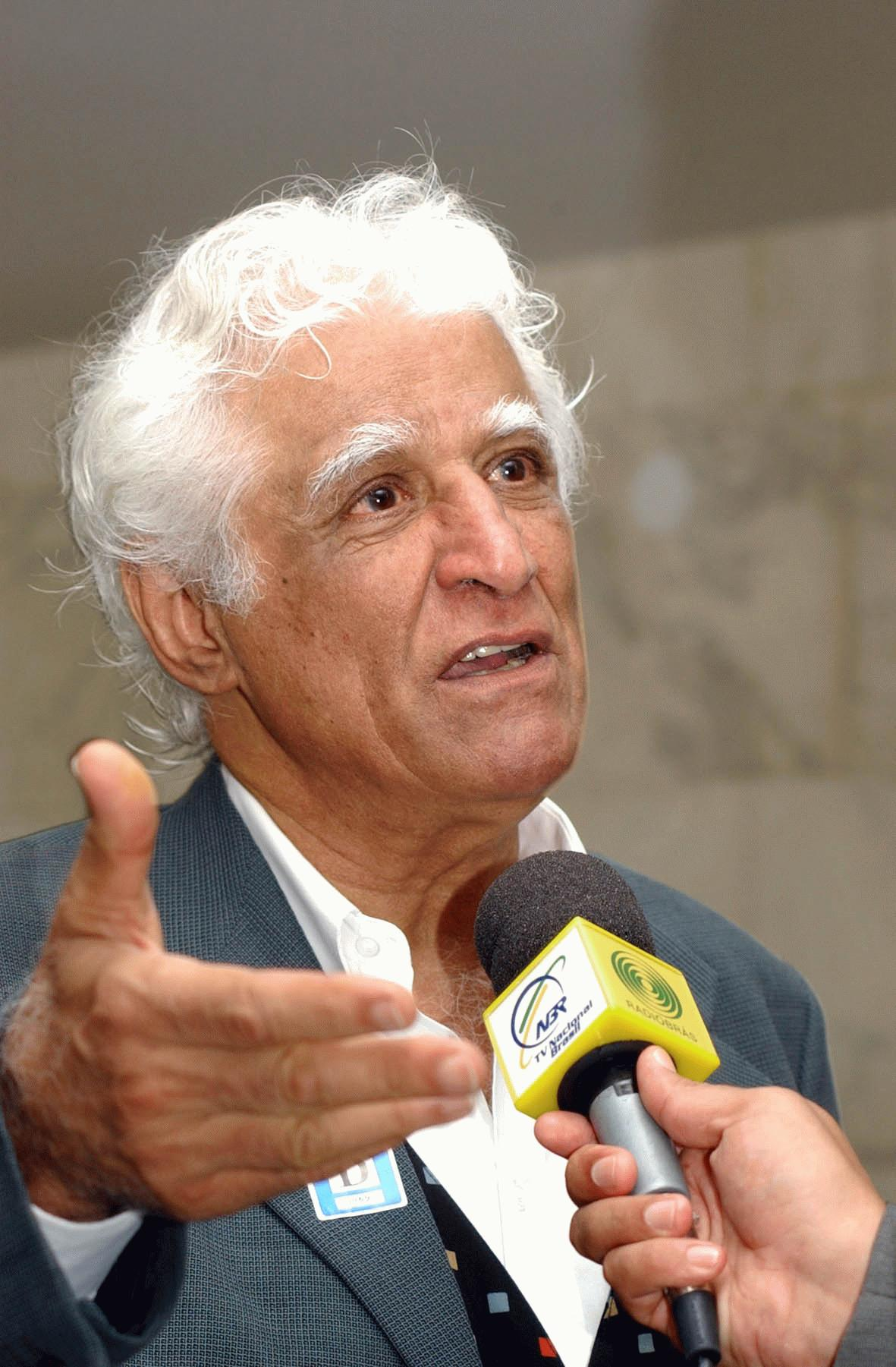
O cartunista Ziraldo, anistiado em 2008.

Ziraldo Alves Pinto: o cartunista, que foi perseguido e demitido de uma série de veículos de imprensa durante a ditadura foi anistiado em abril de 2008 durante uma Caravana da Anistia na Associação Brasileira de Imprensa (ABI), no Rio de Janeiro.

## Presidentes (seleção)
- Marcello Lavenère Machado (2003-2007): ex-presidente do Conselho Federal da Ordem dos Advogados do Brasil, foi responsável pelo pedido de impeachment do ex-presidente Fernando Collor de Mello.[105]
- Paulo Abrão (2007-2016): professor da Faculdade de Direito da PUCRS, foi secretário nacional de justiça, secretário-executivo do Instituto de Políticas Públicas em Direitos Humanos do Mercosul e secretário-executivo da Comissão Interamericana de Direitos Humanos.[106]
- Eneá de Stutz e Almeida (2023-2024): professora da Faculdade de Direito da Universidade de Brasília, é a primeira mulher a ocupar o cargo de presidente do colegiado.[107]
- Ana Maria Oliveira (2015-Atual): conselheira mais antiga da Comissão (decana), atua no órgão desde sua criação -- exceto pelo anos do Governo Bolsonaro. É membro aposentado da Advocacia-Geral da União.[108]